# Raymond Leo Burke
Raymond Leo kardinál Burke (* 30. června 1948, Richland Center) je americký římskokatolický kněz, bývalý arcibiskup Arcidiecéze Saint Louis, vysoký úředník římské kurie a kardinál. V letech 2008–2014 byl prefektem Nejvyššího tribunálu Apoštolské signatury. V letech 2014–2017 byl papežem jmenován patronem Maltézského řádu.
Kardinál Burke je řazen k nejkonzervativnějším kardinálům. Je příznivcem tridentské liturgie, kterou nejen podporuje, ale také sám slouží. Je autorem řady ostrých vystoupení proti interrupcím a propotratovým politikům a nositelem řady pro-life ocenění.
Řadí se mezi hlavní odpůrce návrhů kardinála Waltera Kaspera „liberalizovat pastorační praxi“ ve věci přijímání rozvedených a znovusezdaných katolíků a ve věci homosexuálních vztahů. Podílel se na knize Setrvat v pravdě Kristově (tzv. „knize pěti kardinálů“), která s Kasperem a jeho návrhy ostře polemizuje.

## Životopis

### Dětství
Kořeny rodiny současného kardinála jsou katolicko-protestantské. Otec, syn irských emigrantů, pocházel z tradiční katolické rodiny s prvky irské zbožnosti (hluboká úcta k eucharistii, mariánský kult). Matka Maria Burke byla původně baptistka, která však pod vlivem manžela a irského katolického duchovního Bernarda McKevitta nedlouho po sňatku konvertovala ke katolické víře.
Rodina Burkeových se věnovala farmářství. Rodiče Raymonda Burke vlastnili mléčnou farmu, na které společně žily tři rodinné generace. Na farmě žila i sestra jeho otce, která od narození trpěla Downovým syndromem. Sám Raymond již od mala zakoušel těžkou práci na farmě, kde musel pomáhat úplně každý člen rodiny. Během dětství poznal co je to obracení sena, sklizeň ovoce a zeleniny a dojení krav. Jako malý neměl práci na farmě rád, toužil spíše po životě ve městě. V dospělosti ji však docenil, protože ho dle jeho slov naučila zatnout zuby.
Když bylo Raymondovi osm let, jeho otec zemřel na rakovinu mozku. Ztrátu otce nesl velmi těžce. Častá návštěva kněze a jeho duchovní pomoc rodině, která prožívala ztrátu nejbližšího, jej nakonec přiměla k tomu, že sám začal uvažovat o kněžském povolání. Ve čtrnácti letech vstoupil do nižšího semináře Svatého Kříže v La Crosse.

### Studium
Od roku 1966 studoval na Catholic University of America ve Washingtonu, kde byl po dokončení bakalářského studia filosofie a teologie díky vynikajícím studijním výsledkům přijat ke studiu na Gregoriánské univerzitě v Římě po jejímž dokončení přijal z rukou papeže Pavla VI. 29. června 1975 kněžské svěcení. Po návratu do USA působil v katedrální farnosti sv. Josefa v La Crosse ve státě Wisconsin. V roce 1980 ho diecézní biskup vyslal zpět do Říma, aby pokračoval ve studiích kanonického práva, která zakončil doktorátem roku 1984. Během svého studia byl činný v překladatelské komisi, která vytvořila anglický překlad Kodexu kanonického práva. V disertační práci se věnoval psychickým překážkám uzavření manželství (tj. překážkám svátostné platnosti manželského svazku) a díky diskuzi, kterou vyvolal mezi odborníky dal otázce procesu prohlášení neplatnosti manželských svazků v této disciplíně jasná pravidla.
Po návratu ze studií zastával post moderátora kurie a vicekancléře diecéze La Crosse, vedle toho zasedal také v Severoamerické společnosti pro kanonické právo. Roku 1989 byl papežem Jana Pavlem II. jmenován do Nejvyššího tribunálu Apoštolské signatury jako obhájce svazku. Zajímavostí bylo, že se jednalo o vůbec nejmladšího člena a zároveň historicky prvního Američana v tomto úřadu. Ke jmenování Burkea do této funkce vedla papeže především jeho pravověrnost a erudice v oboru, které si vážil vzhledem k tomu, že v oblasti kanonicko-právní měl sám během svého pontifikátu nesmírné problémy, které nakonec vyvrcholily v bostonské arcidiecézi roku 2002 aférou Spotlight.

### Biskupem
Roku 1993 od papeže obdržel titul kaplana Jeho svatosti. V závěru roku 1994 byl jmenován biskupem v La Crosse a 6. ledna 1995 ho papež Jan Pavel II. vysvětil biskupem. 2. prosince 2003 se stal arcibiskupem v St. Louis, vystřídal kardinála Justina Francise Rigaliho, který rezignoval po dovršení kanonického věku. Během období své služby diecézního biskupa se mohl pochlubit funkční diecézí. Obnovil nižší seminář v La Crosse, ve kterém kdysi sám studoval, nechal pečlivě prověřovat každého kandidáta kněžství, scházel se s rodinami, ze kterých jednotliví kandidáti pocházeli a díky tomu se v diecézi La Crosse a následně i arcidiecézi St Louis mohl těšit největšímu počtu kněžského dorostu v USA. Nevyhnul se však ani odporu disidentského kléru, který odmítal svého biskupa poslouchat, ve dvou případech byl Burke nucen dotyčné kněze, kteří odmítali respektovat katolické učení a liturgické předpisy, suspendovat.
Během působení v St. Louis se také rozhodl pro podporu tridentské mše, kterou jednak začal sám sloužit, ale také uveřejnil v diecézních novinách inzerát vyzývající ke vstupu do semináře i zájemce o sloužení tohoto starobylého římského ritu. Na tento popud začal v jeho diecézi působit tradicionalistický Institut Krista Krále, kterému dal Burke na předměstí k dispozici celou farnost, která byla tou dobou téměř nefunkční. Pod vedením Institutu se však zanedlouho stala největší farností ve městě.[zdroj?]

### Prefektem Apoštolské Signatury (2008–2013)
27. června 2008 ho papež Benedikt XVI. jmenoval prefektem Nejvyššího tribunálu Apoštolské signatury a 10. července 2010 byl jmenován členem Kongregace pro bohoslužbu a svátosti. Dne 20. října 2010 se arcibiskup Burke ocitl na seznamu nových kardinálů, jejich jmenování se uskutečnilo na konsistoři 20. listopadu téhož roku. Jeho titulárním kostelem je Sant'Agata dei Goti.

### Období od roku 2013
Dne 8. listopadu 2014 byl papežem Františkem jmenován patronem Maltézského řádu a zároveň odvolán z funkce prefekta Nejvyššího tribunálu apoštolské signatury. V listopadu 2016 byl navíc odvolán z postu člena Kongregace pro bohoslužbu a svátosti. V září 2016 v reakci na předcházející dvě synody o rodině a posynodální apoštolskou adhortaci papeže Františka Amoris laetitia, adresoval papeži spolu dalšími třemi kardinály (Meisner, Brandmüller, Caffarra) dopis, ve kterém společně s nimi žádal objasnění dubií obsažených ve výrocích o osobách církevně sezdaných, z toho občansky rozvedených a znovu občansky sezdaných a pojetí objektivního zla v této věci v osmé kapitole zmíněné adhortace. Po dvou měsících trvajícího nereagování Apoštolského stolce se rozhodli tento dopis zveřejnit, vyvolalo to okamžitě velmi rozporuplné reakce ze strany vatikánských církevních orgánů. Děkan Tribunálu Římské roty Pio Vito Pinto dokonce pohrozil, že Burke a s ním i ostatní tři kardinálové mohou být pro své pochybnosti o legitimitě papežova učení zbaveni kardinálské hodnosti.
V listopadu 2020 uplynulo 10 let od jeho jmenování kardinálem, čímž podle kanonického práva nabyl nárok na povýšení do třídy kardinál-kněz. Stalo se tak v květnu 2021, kdy byl jeho kardinálský titul Sant'Agata dei Goti papežem pro hac vice povýšen z třídy kardinál-jáhen na kardinál-kněz.

## Knihy dostupné v češtině
- Setrvat v pravdě Kristově, Kartuziánské nakladatelství 2015 – autor stati Proces ve věci prohlášení kanonické neplatnosti manželství jako hledání pravdy
- Mlčet nestačí, Hesperion 2017 (orig. Un cardinal au cœur de l'Église : Entretien avec le cardinal Burke, Artège 2015) – knižně vydaný rozhovor, otázky kladl Guillaume d'Alançon